# Karl Wilhelm Jötten
Karl Wilhelm Jötten (* 4. März 1886 in Essen; † 13. Mai 1958 in Münster) war ein deutscher Mediziner, Bakteriologe, Hygieniker, Eugeniker und Hochschullehrer.

## Leben
Jötten studierte Medizin an der Rheinischen Friedrich-Wilhelms-Universität Bonn und war seit 1906 Mitglied der KDStV Bavaria Bonn. An der Friedrich-Wilhelms-Universität Berlin wurde er 1912 zum Dr. med. promoviert. 1913 ging er an die Frauenklinik der Charité. 1915 wandte er sich der Bakteriologie und der Hygiene zu. Er habilitierte sich 1920 an der Universität Leipzig. 1923 zum Professor ernannt, wurde er 1924 auf den Lehrstuhl für Hygiene der Westfälischen Wilhelms-Universität Münster berufen. Dort gründete er das Hygienische Institut und gliederte diesem am 1. September 1928 eine staatliche Forschungsabteilung für Gewerbehygiene an. Sein Hauptarbeitsgebiet war die Bekämpfung der Tuberkulose. Karl Wilhelm Jötten war über die Zeit des Nationalsozialismus hinaus Direktor dieses Instituts.
Nach der Reichstagswahl vom März 1933 bemühte sich Jötten um Aufnahme in die Nationalsozialistische Deutsche Arbeiterpartei. Wegen seiner Bindungen an das katholische Milieu als politisch unzuverlässig abgelehnt, wurde er erst am 19. Mai 1936 rückwirkend zum 1. Mai 1933 aufgenommen (Mitgliedsnummer 2.477.280). 1933 erschienen unter seiner Leitung die ersten „Erbhygienischen Untersuchungen“. Mit einem Kollegen hatte Jötten diesbezüglich Untersuchungen an über 4.300 Hilfsschulkindern durchgeführt. Die Kinder im Alter zwischen 7 und 15 Jahren wurden gezählt, gewogen, vermessen und getestet. 1935 vertrat er als Referent auf dem Internationalen Kongress für Bevölkerungswissenschaft zusammen mit Heinrich Reploh die These, dass Hilfsschüler „aus dem Fortpflanzungsprozeß ausgeschaltet“ werden müssten.
Nach Ende des Zweiten Weltkriegs durfte er an der Westfälischen Wilhelms-Universität bleiben. Er widmete sich der Gewerbehygiene und Staublungenforschung. 1955 wurde er emeritiert. 
Die Westfälische Wilhelms-Universität ließ nach kritischen Presseveröffentlichungen die Rolle Jöttens im Dritten Reich durch eine Kommission untersuchen. Demnach habe Jötten in seinen „Erbhygienische[n] Untersuchungen an Hilfsschulkindern“ eine Begründung für die Zwangssterilisation von etwa 100.000 Kindern in Deutschland geliefert. Die Publikation habe nicht den bereits damals geltenden wissenschaftlichen Standards entsprochen und war laut Kommission offensichtlich nur auf die Vorlage politisch verwertbarer Ergebnisse angelegt. Eine direkte Mitwirkung Jöttens bei den Verfahren zur Zwangssterilisation sei nicht nachweisbar. Er habe aber bis 1945 weitere Dissertationen und Habilitationen zur Rassenhygiene und Rassenforschung betreut.

## Ehrungen
- 1940: Aufnahme in die Deutsche Akademie der Naturforscher Leopoldina
- 1953: Cothenius-Medaille[9]
- 3. Juli 1954: Großes Bundesverdienstkreuz[10]
- Benennung des Jöttenwegs in Münster, 2012 umbenannt nach Paul Wulf[4]

## Schriften
- Die Auskunfts- und Fürsorgestelle für Lungenkranke, wie sie ist und wie sie sein soll. Julius Springer, Berlin 1923, (eingeschränkte Vorschau in der Google-Buchsuche)
- (mit Walter Arnoldi, Thea Kortmann): Gewerbestaub und Lungentuberkulose (Stahl-, Porzellan-, Kohle-, Kalkstaub und Ruß). Eine literarische und experimentelle Studie. 3 Bände, Julius Springer, Berlin 1927–1932. (DNB 56008787X)

### Als Herausgeber
- (mit Wilhelm Weber): Lehrbuch der Gesundheitsfürsorge. Berlin 1932.
- Die Staublungenerkrankungen. Darmstadt 1950.